# Данелия, Николай Дмитриевич
Никола́й Дми́триевич Дане́лия (1902 или 7 января 1903, Тифлисская губерния — октябрь 1981, Грузинская ССР) — советский метростроевец, бригадир, начальник шахты, главный инженер Метростроя Москвы и СССР. Генерал-майор (1945). Отец кинорежиссёра Георгия Данелии (1930—2019).

## Биография
Родился в Тифлисской губернии в крестьянской семье. После Октябрьской революции (1917) уехал в Москву, где окончил Московский институт инженеров путей сообщения по специальности «Инженер-путеец».
В Тифлисе (ныне Тбилиси) женился на Мери Анджапаридзе. 25 августа 1930 года родился сын Георгий. В 1932 году семья перебралась в Москву, где Данелия был распределён в Мосметрострой бригадиром. В этой организации он проработал всю жизнь.
Николай Данелия работал инженером на строительстве станции метро «Кировская» (ныне «Чистые пруды»), а его молодая семья жила в комнате в бараке рядом с шахтой, пока в 1937—38 годах на Новокировском проспекте не был построен дом для работников Метростроя, где семья Данелии получила две комнаты с отдельным входом.
С началом Великой Отечественной войны жена и сын Данелии были эвакуированы в Грузию, он же продолжил работу — одним из первых секретных заданий была подготовка к взрыву объектов Московского метрополитена. Это распоряжение было основано на четвёртом пункте Постановления ГКО № 801 от 15.10.41. Позже ему было поручено строительство подземных командных пунктов для руководства страны. При строительстве третьей очереди Горьковско-Замоскворецкой линии руководил строительством станции Павелецкая (совместно с А. Филипповым). Станция открыта 20 ноября 1943 года.
На первой очереди Кольцевой линии Данелии было поручено строительство станции Павелецкой (совместно с В. Полежаевым). Станция открыта 1 января 1950 года. С определённого момента работа была связана с секретным предприятием по строительству подземных объектов метро в Москве. В проекте четвёртой очереди кольцевой линии он отвечал за строительство станции Курская, открытой 14 марта 1954 года.
При проходке тоннеля между станциями Парк Культуры и «Киевская»-кольцевая под фабрикой «Красная Роза» была выявлена проблема, связанная с наличием в этом месте карстовых грунтов. Это было реальной угрозой разрушения корпусов предприятия. На место внештатной ситуации срочно прибыл председатель совета министров А. Н. Косыгин. Решавший проблему Данелия резко осадил вмешавшегося в ситуацию Косыгина и возник скандал. В тот момент А. Н. Косыгин принял это решение, но после Данелия был отправлен на пенсию. Формальной причиной были претензии руководства к соблюдению техники безопасности на вверенном ему участке работ. Данелия завершил карьеру в январе 1954 года в возрасте 51 года.
16 июля 1980 года в Москве умерла его жена Мери Анджапаридзе.
Н. Д. Данелия скончался в октябре 1981 года, похоронен в Москве на Кунцевском кладбище.

## Награды
Два ордена Ленина